# Nemce
Nemce jsou obec na Slovensku v okrese Banská Bystrica. V obci žije přibližně 1 200 obyvatel. První písemná zmínka o obci pochází z roku 1473.
V obci se nachází kaple sv. Bystríka, která vznikla přestavbou výměníkové stanice tepla.